# زمین‌لرزه ۱۹۸۱ یونان
زمین‌لرزه یونان  در تاریخ ۲۴ فوریه ۱۹۸۱ میلادی، برابر با ‎۵ اسفند ۱۳۵۹، ساعت ۲۰:۵۳:۳۸ به زمان یوتی‌سی در یونان رخ داد. ژرفای این زلزله ۱۵٫۷ کیلومتر بود، و بزرگی آن ۶٫۶ در مقیاس Mw اعلام شده‌است. زمین‌لرزه به وقت محلی در روز سه‌شنبه، ساعت ۲۲ روی داده و منطقه زمانی آن یوتی‌سی +۲ بوده‌است (با لحاظ تغییر ساعت تابستانی).
سازمان زمین‌شناسی آمریکا نیز رومرکز این زمین‌لرزه را در مختصات ۳۸°۱۳′۱۹″شمالی ۲۲°۵۶′۰۲″شرقی / ۳۸٫۲۲۲°شمالی ۲۲٫۹۳۴°شرقی و ژرفای آن را در ۳۳ کیلومتر گزارش کرده‌است. بزرگی برگزیدهٔ این سازمان از میان بزرگیهای محاسبه‌شدهٔ مختلف ۶٫۸ در مقیاس ریشتر بوده و از دید اثر، در میان چهار دسته‌بندی «نامحسوس»، «محسوس»، «زیان‌آور» یا «با تلفات»، زلزله را «با تلفات» اعلام کرده‌است.
پروژهٔ «تنسور گشتاور مرکزوار» زاویه‌های (راستا، شیب، ریک) گسل سازندهٔ زمین‌لرزه و صفحه عمود بر آن را (°۲۸۵، °۳۷، °۶۴-) یا (°۷۳، °۵۷، °۱۰۹-) و نوع گسل را «عادی» فرارسانده‌است.
شمار کشتگان زلزله حدود ۲۱ نفر بوده‌است.تعداد زخمیان ۴۰۰ نفر برآورده شده‌است.